# Täby Basket
Täby Basket är en basketklubb från Täby kommun. Klubben bildades 1969 och har för närvarande mer än 800 medlemmar.
Klubben anordnade tidigare varje år Täby Basket Cup, en av Sveriges största ungdomsbasketturneringar. Turneringen ägede rum i början av januari, den senaste gången 2-4 januari.

## Historia
Täby Basket grundades 1969 av Ragnvald ”Rankan” Pettersson, som något år tidigare varit med om att grunda Tanto Basket på Södermalm i Stockholm. Täby Basket var från början en filial till Tanto.
Intresset för basket växte snabbt i Täby på 1970-talet. Klubben hade ett 70-tal lag och särskilt framgångsrikt var damlaget, som spelade i Sveriges högsta serie (som på den tiden hette allsvenskan) säsongen 1976-1977. Coach för laget var Ragnvald ”Rankan” Pettersson.
Under 1980-talet fortsatte klubbens framgångar, denna gång med herrlaget. Genom att värva gamle storspelaren Larry Robinson från konkurrentklubben Alvik skapades grunden till ett starkt lag. Säsongen 1984-1985 blev klubbens första i herrarnas elitserie. 
Under sin storhetstid vann Täbys herrlag svenska cupen tre gånger (1985, 1989, 1991) och spelade 1989 SM-final mot Solna (som Solna IF vann).
Säsongen 1990-1991 blev den sista under herrlagets storhetstid. Ett samarbete inleddes 1993 med tidigare ärkefienden Solna IF och resulterade i att Täby-Solna Vikings bildades. Ordet "vikings" kom sig av att Täby Basket hade en viking som klubbsymbol. Samarbetet höll dock bara en säsong. Solna behöll vikingen och blev Solna Vikings, Solna Vikings gick i konkurs 2016 och skulderna övertogs av nybildade AIK Basket. Föreningen för en tynande tillvaro med stöd av huvudföreningen AIK.
Efter uppbrottet med Solna gjorde Täby Basket en nysatsning och inriktade sig på att bygga en bred och omfattande ungdomsverksamhet. Täby basket ungdom levererar bredd och topp och har varje år Ungdomslandslagsspelare- och ledare.
Seniorverksamheten, från gymnasiet, sker sedan 2014 i Norrort Basket, ett initiativ från dåvarande styrelsen. Sedan 2014 finns representationslagen på Herr- och damsidan i Förbundsserierna.

## Representationslag
Täby Baskets herrlag spelar från och med säsongen 2010-2011 i Basketettan. Herrlaget slutade på andra plats i Basketettan och kvalificerade sig till Final Four som avgjordes i Stockholm. Täbys herrar vann där silverpokalen efter förlust i finalen mot Stockholm Eagles. Damlaget spelade under säsongen 200-2011 i Division 2 Svealand där laget slutade på den nedre halvan.
Täby Baskets Herrlag består år 2012-2013 av följande spelare:
- Calle Arnold
- Calle Lindberg
- Jon Jonsson
- Yassin Merzoung
- Felix Simoens
- Frank Nordin
- Jimmy Lundin
- Johan Hammarstedt
- Jonas Ehlde
- Johan Westerlund
- Mattias Herlitz
- Mike Banks
- Nicklas Lindberg
- Rasmus Lindberg
- Plaisir Uchiha Mukoko
- Shawn Guy Mbemba
- Erik Andersson

## Framgångsrika spelare
Täby Basket har genom ungdomsverksamheten fostrat många spelare. Den som lyckats bäst är Tanja Kaukénas (född Kostic), som gjorde över 50 landskamper, spelade i WNBA (Cleveland Rockers och Miami Sol), samt i europeiska ligor i Israel, Frankrike, Tyskland, Italien och Spanien.
Följande Täby-fostrade spelare är idag aktiva på hög basketnivå:
- Michaela Livijn
- Andreas Schreiber
- Alexander Lindqvist
- Samuel Desport
- Willy Beck
- Calle Arnold
- Jon Jonsson

## Föreningens ledning
Ordförande är Erik Söderberg. Ansvarig för den idrottsliga delen är sportchef Angelica Gabrielson och administrativt ansvarig är klubbchef Fredrik Lindholm .